# Электронотранспортная цепь фотосинтеза
Электрон-транспортная цепь фотосинтеза (ЭТЦ фотосинтеза, цепь переноса электронов фотосинтеза, англ. ETC, Electron Transport Chain) — последовательность переносчиков электронов, расположенных на белках фотосинтетических мембран и осуществляющих фотоиндуцированный транспорт электронов, сопряжённый с трансмембранным переносом протонов против электрохимического градиента.
У некоторых фотоавтотрофных прокариот (зелёные серобактерии, зелёные несерные бактерии, пурпурные бактерии, гелиобактерии) в роли фотосинтетической мембраны выступает плазмалемма и/или система эндомембран; у прохлорофит, цианобактерий и в хлоропластах фотоавтотрофных эукариот (различные группы водорослей, высшие растения) — мембраны тилакоидов.
При транспорте электрона компонент с более положительным редокс-потенциалом служит восстановителем (донором электрона), а компонент с более отрицательным редокс-потенциалом — окислителем (акцептором электрона). Поток электронов в ЭТЦ может быть линейным или циклическим.

## ЭТЦ хлоропластов

### Структурная организация ЭТЦ хлоропластов
Электрон-транспортная цепь хлоропластов организована в мембране тилакоидов и состоит из трёх полипептидных трансмембранных белковых комплексов (Фотосистема II, Цитохром-b6f-комплекс, Фотосистема I), с расположенными на них переносчиками, а также включает подвижные переносчики электронов (пул пластохинонов, пластоцианин и ферредоксин), обеспечивающие транспорт электронов между комплексами.

### Пути транспорта электронов
Существует несколько возможных путей транспорта электронов в ЭТЦ, которые реализуются в соответствующих физиологических условиях:
1. Линейный поток электронов (осуществляется по Z-схеме, при оптимальных условиях освещения);
2. Циклический поток электронов в фотосистеме I (реализуется при высоких интенсивностях света) может осуществляться двумя путями:
  1. С участием ферредоксинхиноноксидоредуктазы FQR или
  2. При последовательном участии ферредоксин-НАД(Ф)H-оксидоредуктазы (ФНР) и НАД(Ф)H-дегидрогеназы;
3. Циклический поток электронов в фотосистеме II (характерен при повышенной интенсивности освещения и при повреждении водоокисляющей системы)
4. Псевдоциклический поток электронов (реакция Мелера; активируется при высоких интенсивностях света)